# Siddharthnagar
Siddharthnagar es una ciudad y municipio situada en el distrito de Siddharthnagar en el estado de Uttar Pradesh (India). Su población es de 25422 habitantes (2011). 

## Demografía
Según el censo de 2011 la población de Siddharthnagar era de 25422 habitantes, de los cuales 13064 eran hombres y 12358 eran mujeres. Siddharthnagar tiene una tasa media de alfabetización del 78,65%, superior a la media estatal del 67,68%: la alfabetización masculina es del 85,47%, y la alfabetización femenina del 71,49%.